# Confédération brésilienne de beach soccer
La Confédération du Brésil de beach soccer est une association regroupant les clubs de beach soccer du Brésil et organisant les compétitions nationales et les matchs internationaux de la sélection du Brésil.

## Histoire
En 1998, afin de s'adapter à la législation brésilienne, trois fédérations fondent la Confédération brésilienne de beach soccer, qui compte aujourd'hui 22 fédérations affiliées. Ces fédérations organisent les compétitions régionales,  inter-États, national et internationales qui se déroule au Brésil. Actuellement au Brésil, près de 15 000 hommes sont licenciés auprès de la confédération impliquant la création du championnat brésilien des équipes de l’état. Dans l'édition 2010, 16 fédérations se sont inscrites pour y participer.
Les 22 fédérations qui composent cette confédération :
- Fédération amazonienne (AM)
- Fédération Amapaense (AP)
- Fédération de Roraima (RO)
- Fédération Maranhense (MA)
- Fédération Piaui (PI)
- Fédération de l'État de Ceará (CE)
- Fédération Nord de Riograndense (RN)
- Fédération Paraibana (PB)
- Fédération de Pernambuco (PE)
- Fédération Alagoana (AL)
- Fédération Sergipe (SE)
- Fédération Tocantins (TO)
- Fédération de l'État de Bahia (BA)
- Fédération de Goiás (GO)
- Fédération du District fédéral (DF)
- Fédération minière (MG)
- Fédération du Saint-Esprit (ES)
- Fédération paulista (PS)
- Fédération de Paraná (PR)
- Fédération de Catarinense (SC)
- Fédération de Rio Grande do Sul (RS)

## Gestion
La CBBS gère :
- le Championnat du Brésil de beach soccer
- le Championnat des États brésiliens de beach soccer
- la Coupe du Brésil de beach soccer
- les matchs de l'équipe du Brésil de beach soccer

## Organigramme[3]
- Président : Marcos Fábio Spironelli
- Vice-président : Ricardo Fonseca Ribeiro
- Conseil de Surveillance :
  - André Luis Felix da Costa
  - Antônio Carlos Mendes Luz
  - Edson Hernandez Figueiredo
  - Jades Alberto Avelino
- Vice-présidents (honoraire) :
  - Ailton Melo Cavalcanti
  - Márcio Barbosa Coutinho
  - João Bosco de Carvalho
  - Osnildo Orlando Teixeira
- Juriste : Patricia Gongora Rodrigues Silva
- Directeur communications et relations publiques : Samy Vaisman
- Secrétaire général : David Alexander
- Département administratif : Gabriel Del Prete junior
- Département arbitrage : Edmundo Lima Filho